# Ramiro II. Redovnik
Don Ramiro II. (aragonski: Remiro II d'Aragón; 24. travnja 1086. – Huesca, 16. kolovoza 1157.), znan kao Ramiro Redovnik, bio je kralj Aragonije 1134. – 1137., kad se povukao iz javnosti.
Njegovi roditelji su bili kralj Sančo od Navare i Aragonije te je Ramiro nazvan po svom djedu, Ramiru I., koji je bio sin Sanča III. Majka Ramira II. bila je kraljica Felicija.
Kralj Sančo je smjestio Ramira kao dječaka u jedan benediktinski samostan u Béziersu. Ramiro je postao redovnik te je bio veoma poštovan.
Nakon smrti Ramirova polubrata Petra I. i brata Alfonsa I., Ramiro je postao kralj Aragonije. Na početku vladavine Ramiro je imao dosta problema s mnogim plemićima.
Ramiro je oženio plemkinju Agnezu Akvitansku, koja mu je rodila samo jedno dijete, kćer Petronillu.
Nakon zaruka Petronille za Rajmonda Berenguera IV. Barcelonskog, grofovija Barcelona i kraljevina Aragonija su spojene u krunu Aragonije.
Nakon što je umro, Ramira je kći naslijedila.